# Dörrknäppe

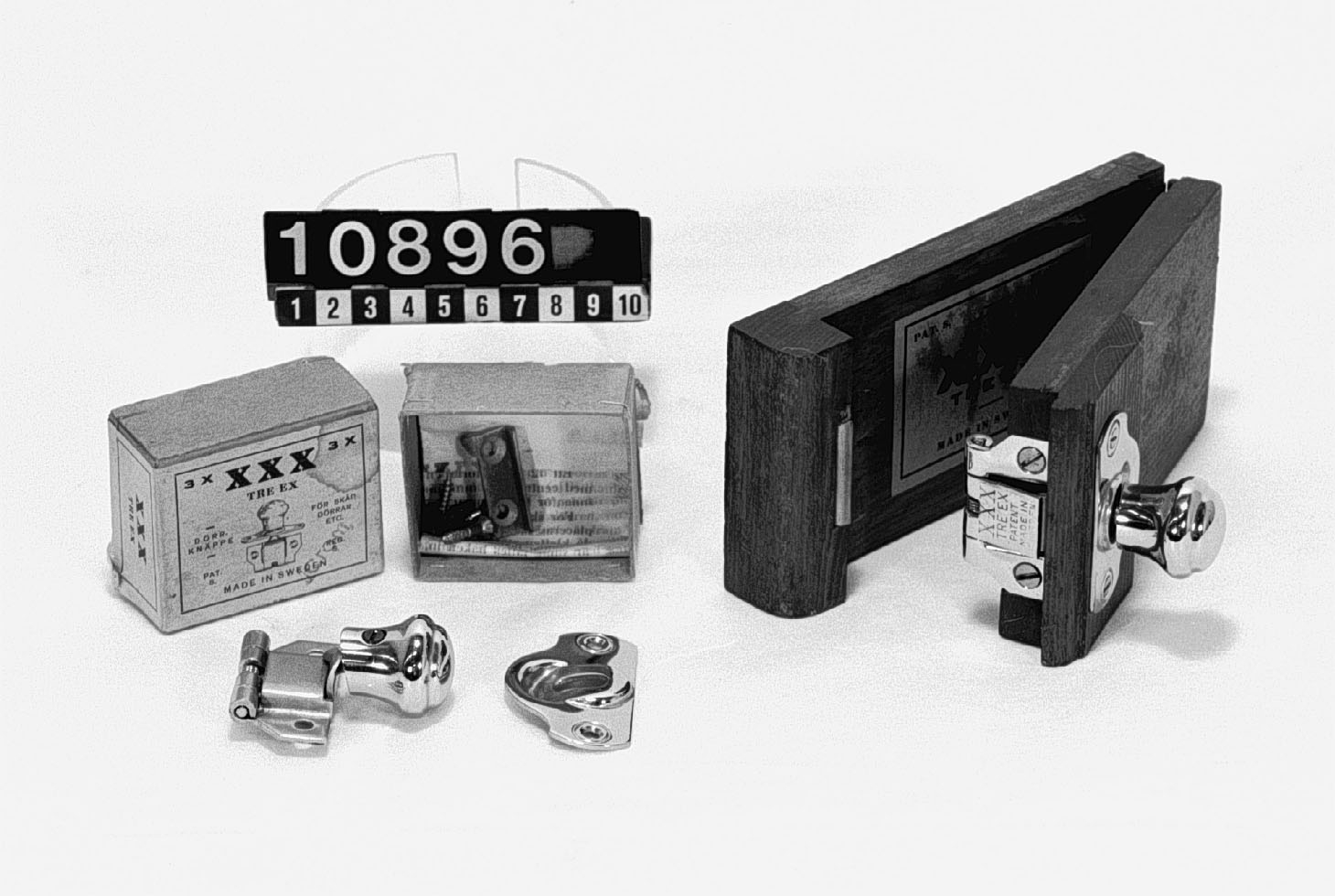
Två dörrknäppen, tillverkade av förnicklad mässing.

Dörrknäppet uppfanns till skåpdörrar så att de inte skulle gå upp av sig själva. Det uppfanns 1928 av Johan Petter Johansson.